# Arseniato
Arseniato é o anião AsO43−. Os compostos que contêm este ião são designados arseniatos.
O átomo de arsénio presente no arseniato tem valência 5, sendo também conhecido como arsénio pentavalente ou As (V).
O arseniato assemelha-se ao fosfato em muitos aspectos, pois o arsénio e o fósforo ocorrem no mesmo grupo da tabela periódica.

## Iões
- Em condições ácida existe como ácido arsénico, H3AsO4;
- em condições ligeiramente ácidas ocorre como ião di-hidrogénio arseniato, H2AsO4−;
- em condições ligeiramente básicas existe na forma do ião hidrogénio arseniato  HAsO42−;
- em condições básicas, existe como ião arseniato AsO43−.

## Envenenamento por arseniato
O arseniato pode substituir o fosfato inorgânico no passo da glicólise que produz 1,3-bisfosfoglicerato, produzindo antes 1-arseno-3-fosfoglicerato. Esta molécula é instável e é rapidamente hidrolisada, formando o próximo intermédio do processo, 3-fosfoglicerato. Assim, a glicólise ocorre, mas a molécula de ATP que seria gerada a partir de 1,3-bisfosfoglicerato perde-se - o arseniato é uma desacoplador da glicólise, o que explica a sua toxicidade.

## Bactérias que usam e produzem arseniato
Algumas espécies de bactérias obtêm a sua energia por oxidação de vários combustíveis enquanto reduzem arseniatos para formar arsenietos. As enzimas envolvidas são conhecidas como arseniato redutases.
Em 2008, foram descobertas bactérias que usam uma versão da fotossíntese que utiliza arsenietos como dadores de electrões, produzindo arseniatos (do mesmo modo que a fotossíntese ordinária usa água como dador de electrões, produzindo oxigénio molecular). Os investigadores conjecturaram que, historicamente, estes organismos fotossintéticos produziram os arseniatos que permitiram o desenvolvimento de bactérias redutoras de arseniato.